# Qabaqçöl
Qabaqçöl är en ort i Azerbajdzjan.   Den ligger i distriktet Balakən Rayonu, i den nordvästra delen av landet, 300 km väster om huvudstaden Baku. Qabaqçöl ligger 267 meter över havet och antalet invånare är 1 293.
Terrängen runt Qabaqçöl är platt åt sydväst, men åt nordost är den kuperad. Närmaste större samhälle är Talalar, 9,8 km öster om Qabaqçöl.
Omgivningarna runt Qabaqçöl är en mosaik av jordbruksmark och naturlig växtlighet. Runt Qabaqçöl är det ganska tätbefolkat, med 96 invånare per kvadratkilometer.